# Aetzikofen
Aetzikofen ist ein Weiler der Gemeinde Meikirch im Verwaltungskreis Bern-Mittelland des Schweizer Kantons Bern.

## Geografie
Aetzikofen liegt wie Weissenstein etwa 8 km von Bern entfernt und südöstlich von Meikirch. Der Weiler hat circa 25 bis 30 Einwohner. Von Aetzikofen-Abzweigung fahren direkte Postautokurse nach Bern.